# Software art
Software art (pol. sztuka oprogramowania) – sztuka, której tworzywem jest oprogramowanie umieszczone w kontekście swojego społecznego i politycznego funkcjonowania. Tak rozumiany software art wpisuje się poprzez demaskowanie wpływu, jaki wywiera oprogramowanie na jego użytkowników w tendencje sztuki krytycznej. Software art jest działalnością na styku sztuki i technologii. W jego skład wchodzą takie nurty jak: browser art, sztuka kodu, low tech, ASCII art, sztuka generatywna, manipulacja istniejącymi grami i programami.

## Literatura
- Ewa Wójtowicz, Net art, Kraków, 2008, ISBN 978-83-60236-21-5.